# Ruhuwiko
Ruhuwiko ist ein Verwaltungsbezirk (Ward) des Distrikts Songea (MC) in der tansanischen Region Ruvuma.

## Geografie
Ruhuwiko liegt im Südwesten von Tansania, westlich des Stadtzentrums der Regionshauptstadt Songea. Der Bezirk grenzt im Norden an Mwengemshindo, im Nordosten an Msamala, im Osten an Mjimwema, im Südosten an Lizaboni, im Süden an Subira und im Westen an Lilambo. Bei der Volkszählung 2022 lebten 21.787 Menschen in 5685 Haushalten auf einer Fläche von 19 Quadratkilometern.

## Gliederung
Der Bezirk besteht aus vier Stadtteilen (Mtaa):
- Ruhuwiko Kanisani
- Ruhuwiko Shuleni
- Namanditi
- Ruhuwiko C

## Infrastruktur
- Bildung: In Ruhuwiko liegen zwei weiterführende Schulen.[8] Die Namanditi South Secondary School[9] und die Ruhuwiko Secondary School[10] sind beides Privatschulen mit einer koedukativen Ausbildung bis zur 4. Stufe.
- Gesundheit: Im Bezirk liegen zwei öffentliche Apotheken.[11][12]
- Straße: Durch den Bezirk verläuft die asphaltierte Nationalstraße T12, die im Zentrum von Songea von der T6 abzweigt und zum Malawisee führt.[13]
- Flughafen: Der Flughafen Songea wurde im Jahr 2024 renoviert und erweitert. Dabei wurde die Landebahn von 1625 m auf 1860 m verlängert und von 23 auf 30 m verbreitert.[14]